# Daniele Parisi
Daniele Parisi (Roma, 6 marzo 1982) è un attore italiano.

## Biografia
Dopo il diploma in recitazione all'Accademia nazionale d'arte drammatica Silvio D'Amico, approfondisce la sua ricerca teatrale attraverso la scrittura di scena, realizzando spettacoli di cui è autore, regista e interprete. Tra i suoi ultimi spettacoli sono da citare "Io per te come un paracarro" (2022); "A volte Maria a volte la pioggia" (2023); "Non è uno sport acquatico" (2025). 
Nel 2016 debutta al cinema come protagonista in Orecchie di Alessandro Aronadio. Il film, mostrato in anteprima nella sezione Biennale College della 73ª Mostra internazionale d'arte cinematografica di Venezia, gli vale i premi di miglior attore italiano esordiente al Nuovo Imaie Talent Award e di miglior attore alla 14ª edizione del Montecarlo Film Festival.
Nel 2017 torna al Festival del Cinema di Venezia nella sezione Giornate degli autori con il film Il contagio, per la regia di Matteo Botrugno e Daniele Coluccini; nello stesso anno collabora con l'artista Luca Valerio D'Amico, da cui nascerà la serie di spettacoli-performance Tracce.
Nel 2018 è protagonista del film L'ospite di Duccio Chiarini presentato in Piazza Grande al Locarno Festival.
Nel 2019 pubblica con la casa editrice Alter Erebus il libro Abbasso una raccolta di tutti i testi teatrali dal 2011 al 2018.
È tra i fondatori di Sgombro, un varietà tragicomico che unisce una nuova generazione di autori e attori romani. L'esperienza, iniziata nel 2016, si interrompe nel 2020 con la chiusura del Nuovo Cinema Palazzo di Roma.
Da novembre 2021, per quattro stagioni, è autore e conduttore, insieme a Gioia Salvatori e Ivan Talarico, del programma radiofonico Le ripetizioni in onda su Rai Radio Tre.
Nel 2023, con Alter Erebus, pubblica il libro Un anno di dialoghi col mio vicino di casa.
In Teatro è stato diretto da: Elio Germano, Francesco Lagi, Antonio Calenda, Giancarlo Fares, Lorenzo Salveti, Lilo Baur, Massimo Chiesa, Vincenzo Manna.

## Filmografia

### Cinema
Attore
- Due vite per caso, regia di Alessandro Aronadio (2010)
- Orecchie, regia di Alessandro Aronadio (2016)
- Il contagio, regia di Matteo Botrugno e Daniele Coluccini (2017)
- L'ospite, regia di Duccio Chiarini (2018)
- Daughters (Töchter), regia di Nana Neul (2021)
- Noi anni luce, regia di Tiziano Russo (2023)
- Eravamo bambini, regia di Marco Martani (2024)
- C'è un posto nel mondo, regia di Francesco Falaschi (2024)

### Televisione
- Il bello delle donne... alcuni anni dopo, regia di Eros Puglielli - serie TV (2017)
- La linea verticale, regia di Mattia Torre - serie TV (2018)
- Delitto di mafia - Mario Francese,  regia di Michele Alhaique - film TV (2018)
- Skam Italia , regia di Tiziano Russo - serie TV (2022)

### Cortometraggi
- Vermiglio, regia di Giordano Torreggiani e Filippo Proietti (2015)
- Candie Boy, regia di Arianna Del Grosso (2017)
- Ciao Bianca, regia di Andrea Baroni (2017)
- Odio l'estate, regia di Ciro de Caro (2018)
- Colpevoli, regia di Edoardo Paoli (2019)
- Non lo farò più, regia di Francesco Falaschi (2019)
- 9 su 10, regia di Andrea Baroni (2019)
- L'ultimo sogno, regia di Davide Maria Marucci (2024)
- Onora il padre, regia di Andrea Baroni (2024)

## Teatro
Attore / autore / regista
- Abbasso Daniele Parisi (2011)
- Ab hoc et ab hac (2013)
- Inviloop (2015)
- Tracce con L. V. D'Amico (2017)
- Lui e Leila con C. Morici (2017) - solo autore
- Euhoè! (2018)
- Abbasso[2] (2019) - presentazione libro+spettacolo
- Io per te come un Paracarro[3] (2022)
- A volte Maria, a volte la pioggia[4] (2023)
- Non è uno sport acquatico (2025)

Solo Attore
- Così è (o mi pare) da L. Pirandello, regia di E. Germano (2022)
- Brina, testo e regia di F. Lagi (2019)
- La Commedia di Gaetanaccio di L. Magni, regia di G. Fares (2019)
- Per Caterina, testo e regia di A. Massine (2018)
- White rabbit red rabbit, di Nassim Soleimanpour (2017)
- Passio Hominis, regia di A. Calenda (2015)
- Senza stelle, testo e regia di A. Ciommiento (2014)
- Passio, musiche di P. P. Cascioli, regia di S. Cappelletto (2013)
- Generali a merenda di B. Vian, regia di L. Avagliano (2012)
- La Passione, musiche da Haydn e J. Saramago, direz. di S. Cappelletto (2012)
- Hansel e Gretel, testo e regia di V. Manna (2011)
- Un piccolo gioco senza conseguenze di J. Dell e G. Sibleyras, regia E. D’Urso (2009)
- Nemico di Classe di N. Williams, regia di M. Chiesa (2009)
- Amleto di W. Shakespeare, regia di V. Rosati (2009)
- Fari nella Nebbia, testo e regia di V. Manna (2008)
- The Kitchen di A. Wesker, regia di M. Chiesa (2008)
- Svenimenti da A. Cechov, regia di L. Baur (2008)
- Hey Girl! di R. Castellucci (2008)
- La trilogia di Ircana di C. Goldoni, regia di L. Salveti (2007)
- Le Trachinie di Sofocle, regia di P. Giuranna (2007)
- Street Romeo and Juliet da W. Shakespeare, regia di G. Greco (2006)
- Cirano di Bergerac di E. Rostand, regia di F. Tatulli (2004)
- Il gioco dell'epidemia di E. Ionesco, regia di G. Fares (2003)

## Radio
- Limerick di M. Andreoli/M. Riondino/D. Sepe - Rai Radio1 (2016)
- Maturadio di C. Raimo - Rai Play (2020)
- Le Ripetizioni di D. Parisi/C. Raimo/G. Salvatori/I. Talarico - Rai Radio3 (2021/2025)

## Libri
- Abbasso, ediz. Alter Erebus (2019)
- Un anno di dialoghi col mio vicino di casa, ediz. Alter Erebus (2023)

## Riconoscimenti
- NuovoImaie Talent Award[5] miglior attore emergente Festival del cinema di Venezia73 (2016)
- Miglior attore Montecarlo Film Festival (2017)[6]
- Attore rivelazione dell'anno al Festival delle Cerase (2017)
- Premio Giuria Tecnica Città di Leonforte - con lo spettacolo "Ab hoc et ab hac" (2019)
- Premio Giuria Popolare "Dante Cappelletti" Tuttoteatro.com[7] per lo spettacolo "Non è uno sport acquatico" (2024)